# Forças Armadas dos Estados Unidos
As Forças Armadas dos Estados Unidos são as forças militares dos Estados Unidos da América. É composto por seis forças: Exército, Corpo de Fuzileiros Navais, Marinha, Força Aérea, Força Espacial e Guarda Costeira. O presidente dos Estados Unidos é o comandante-chefe das Forças Armadas e forma a política militar com o Departamento de Defesa (DoD) e o Departamento de Segurança Interna (DHS), ambos departamentos executivos federais, atuando como os principais órgãos de execução da política militar. Todas as seis forças armadas estão entre as oito forças uniformizadas dos Estados Unidos.
Desde o seu início durante a Guerra Revolucionária Americana, as Forças Armadas dos Estados Unidos desempenharam um papel decisivo na história dos Estados Unidos. Ele ajudou a forjar um senso de unidade e identidade nacional por meio de suas vitórias na Primeira Guerra da Barbária e na Segunda Guerra da Barbária. Ele desempenhou um papel crítico na Guerra Civil Americana, evitando que a Confederação se separasse da república. A Lei de Segurança Nacional de 1947, adotada após a Segunda Guerra Mundial, criou a moderna estrutura militar dos Estados Unidos. A Lei instituiu o Estabelecimento Militar Nacional, chefiado pelo secretário de defesa; e criou o Força Aérea dos Estados Unidos e o Conselho de Segurança Nacional. Foi alterado em 1949, renomeando o Estabelecimento Militar Nacional de Departamento de Defesa, e fundiu o Departamento de Gabinete do Exército, Departamento da Marinha e Departamento da Força Aérea, no Departamento de Defesa.
As Forças Armadas dos Estados Unidos são uma das maiores forças militares em termos de pessoal. Retira seu pessoal de um grande grupo de voluntários pagos. Embora o recrutamento tenha sido usado no passado, ele não é usado desde 1973. O Sistema de Serviço Seletivo retém o poder de recrutar homens e exige que todos os cidadãos e residentes do sexo masculino residentes nos Estados Unidos com idades entre 18 e 25 anos se registrem no serviço.
As Forças Armadas dos Estados Unidos são consideradas os militares mais poderosos do mundo. O orçamento militar dos Estados Unidos foi de US$ 693 bilhões em 2019, o maior do mundo. Em 2018, isso representou 36 por cento das despesas de defesa do mundo. As Forças Armadas dos Estados Unidos têm capacidades significativas tanto de defesa quanto de projeção de poder devido ao seu grande orçamento, resultando em tecnologias avançadas e poderosas que permitem uma implantação generalizada da força em todo o mundo, incluindo cerca de 800 bases militares fora dos Estados Unidos. A Força Aérea dos EUA é a maior força aérea do mundo, a Marinha dos EUA é a maior do mundo - Marinha por tonelagem -, e a Marinha dos EUA e o Corpo de Fuzileiros Navais dos EUA juntos são o segundo maior braço aéreo do mundo. Em termos de tamanho, a Guarda Costeira dos EUA é a 12ª maior força marítima do mundo. Os EUA em 2019 tinham cerca de 14 061 aeronaves militares. A Força Espacial dos EUA é a primeira e, a partir de 2021, a única força espacial independente.

## História
A história das Forças Armadas dos EUA remonta a 14 de junho de 1775, com a criação do Exército Continental, antes mesmo da Declaração de Independência marcar o estabelecimento dos Estados Unidos. A Marinha Continental, estabelecida em 13 de outubro de 1775, e os Fuzileiros Navais Continentais, estabelecidos em 10 de novembro de 1775, foram criados em estreita sucessão pelo Segundo Congresso Continental, a fim de defender a nova nação contra o Império Britânico na Guerra Revolucionária Americana.
Essas forças se desmobilizaram em 1784 após o Tratado de Paris encerrar a Guerra Revolucionária. O Congresso da Confederação criou o atual Exército dos Estados Unidos em 3 de junho de 1784.  O Congresso dos Estados Unidos criou a atual Marinha dos Estados Unidos em 27 de março de 1794 e o atual Corpo de Fuzileiros Navais dos Estados Unidos em 11 de julho de 1798. Todos os três serviços têm origem nos seus respectivos antecessores continentais. A adoção da Constituição em 1787 deu ao Congresso o poder de "levantar e apoiar exércitos", "fornecer e manter uma marinha" e "fazer regras para o governo e regulamentação das forças terrestres e navais", bem como o poder de declarar guerra. O presidente dos Estados Unidos é o comandante-em-chefe das Forças Armadas americanas.
A Guarda Costeira dos Estados Unidos tem sua origem na formação do Revenue Cutter Service em 4 de agosto de 1790, que se fundiu com o Serviço de Salvamento de Vidas dos Estados Unidos em 28 de janeiro de 1915 para estabelecer a Guarda Costeira. A Força Aérea dos Estados Unidos foi estabelecida como um serviço independente em 18 de setembro de 1947; tem sua origem na formação da Divisão Aeronáutica, U.S. Signal Corps, que foi formada em 1 de agosto de 1907 e fazia parte das Forças Aéreas do Exército antes de ser reconhecida como um serviço independente na Lei de Segurança Nacional de 1947.  O Corpo Comissionado do Serviço de Saúde Pública dos Estados Unidos foi anteriormente considerado um ramo das Forças Armadas dos Estados Unidos de 29 de julho de 1945 até 3 de julho de 1952, e agora é um dos oito serviços uniformizados dos Estados Unidos.
A Força Espacial dos Estados Unidos foi estabelecida como um serviço independente em 20 de dezembro de 2019. É o sexto ramo das Forças Armadas dos EUA e o primeiro novo ramo em 72 anos.  A origem da Força Espacial pode ser rastreada até o Comando Espacial da Força Aérea, que foi formado em 1 de setembro de 1982 e era um grande comando da Força Aérea dos Estados Unidos.

## Ordem de precedência
De acordo com a regulamentação do Departamento de Defesa, os vários componentes das Forças Armadas dos EUA têm uma ordem definida de antiguidade. Exemplos do uso deste sistema incluem a exibição de bandeiras de serviço e a colocação de soldados, fuzileiros navais, marinheiros, aviadores, guardiões e guardas costeiros em formação.
- Cadetes, Academia Militar dos EUA
- Midshipmen, Academia Naval dos EUA
- Cadetes, Academia da Força Aérea dos EUA
- Cadetes, Academia da Guarda Costeira dos EUA
- Midshipmen, Academia da Marinha Mercante dos EUA
- Exército dos Estados Unidos
- Corpo de Fuzileiros Navais dos Estados Unidos
- Marinha dos Estados Unidos
- Força Aérea dos Estados Unidos
- Força Espacial dos Estados Unidos
- Guarda Costeira dos Estados Unidos
- Guarda Nacional do Exército
- Reserva do Exército dos Estados Unidos
- Reserva do Corpo de Fuzileiros Navais dos Estados Unidos
- Reserva da Marinha dos Estados Unidos
- Guarda Nacional Aérea
- Reserva da Força Aérea dos Estados Unidos
- Reserva da Guarda Costeira dos Estados Unidos
- Outras organizações de treinamento e auxiliares do Exército, Corpo de Fuzileiros Navais, Marinha Mercante, Patrulha Aérea Civil e Auxiliar da Guarda Costeira, conforme na ordem anterior.

Enquanto a Marinha dos EUA é mais antiga do que o Corpo de Fuzileiros Navais, o Corpo de Fuzileiros Navais tem precedência devido a inconsistências anteriores na data de nascimento da Marinha. O Corpo de Fuzileiros Navais reconheceu sua data de nascimento observada de forma mais consistente. Considera-se que o Segundo Congresso Continental estabeleceu a Marinha em 13 de outubro de 1775, autorizando a compra de navios, mas não aprovou as "Regras para o Regulamento da Marinha das Colônias Unidas" até 27 de novembro de 1775.  O Corpo de Fuzileiros Navais foi estabelecido por um ato do Segundo Congresso Continental em 10 de novembro de 1775. A Marinha não reconheceu oficialmente 13 de outubro de 1775 como sua data de nascimento até 1972, quando o então chefe de operações navais Almirante Elmo Zumwalt autorizou que fosse observado como tal.
A Guarda Costeira é normalmente situada depois da Força Espacial, no entanto, se for transferida para o Departamento da Marinha, então seu lugar na ordem de precedência muda para ser situado depois da Marinha e antes da Força Aérea.